# Fatma N'Soumer
Fadhma Sid Ahmed Ou Méziane, communément appelée Lalla Fatma N'Soumer (en arabe : لالة فاطمة نسومر, en kabyle : Lalla Faḍma n Sumer, en tifinagh : ⴼⴰⴹⵎⴰ ⵏ ⵙⵓⵎⵔ), née en 1830 à Ouerdja (dans l'actuelle commune d'Abi Youcef, wilaya de Tizi Ouzou), en Kabylie et morte en 1863 à Tablat, est une figure du mouvement de résistance algérien au cours des premières années de la conquête de l'Algérie par la France.
De 1854 à juillet 1857, elle mène une résistance contre les Français. Capturée par les forces françaises, elle est emprisonnée jusqu'à sa mort six ans plus tard.

## Étymologie
Son surnom est composé de Lalla, qui signifie « Madame », titre honorifique donné au Maghreb à toute femme importante, même non maraboute, respectée pour son statut et son rôle au sein de la communauté, et aux femmes importantes ou issues de grandes familles. Il sert aussi à marquer le respect aux femmes en raison de leur âge ou de leur rang et désigne une femme sainte ou vénérée.
Soumer est le nom du village à proximité duquel était située la zaouia à laquelle appartenait son lignage, les Sidahmed.
Elle porte aussi le surnom de Lalla N'Ouerdja qui, dans la tradition kabyle, est donné aux jeunes filles qui refusent de se résigner aux usages et aux traditions.

## Biographie

### Jeunesse
Lalla Fatma (née « Fadhma Sid Ahmed Ou Méziane ») naît en 1830 dans le village de Ouerdja, dans l’actuelle commune de Abi Youcef, près d'Aïn El Hammam en Kabylie (Algérie). Son père est le chef d'une école coranique liée à une zaouïa de la confrérie Rahmaniyya de Sidi M'hamed Bou Qobrine, dont elle suit l'enseignement habituellement réservé aux garçons. Elle a quatre grands frères. Elle appartient à la lignée du marabout Ahmed Ou Méziane. Ayant choisi la dévotion et la méditation, Fatma s’impose progressivement dans le monde de la médiation et de la concertation politico-religieuses jusque-là réservées aux hommes. Forte de sa lignée, elle exerce une grande influence sur la société kabyle. Vers l'âge de 20 ans, après la mort de son père, elle refuse un mariage que tente de lui imposer l'un de ses frères avec un de ses cousins, Yahia N At Iboukhoulef. Le mariage ne dure pas et Fatma fuit son village.

### Combat
En 1849, accompagnée de son frère Sidi Tahar, avec qui elle se rend au village de Soumeur, Fatma N'Soumer entre dans la résistance et se rallie à Si Mohammed El-Hachemi, un marabout qui participe à l’insurrection du cheikh Boumaza dans le Dahra en 1847. En 1850, elle soutient le soulèvement du chérif Boubaghla venu de la région des Babors.
Du fait de son rang, l'assemblée de Soumeur, Tajmaât, autorité politique du village, désigne Lalla Fatma et son frère Sidi Tahar, marabouts, pour diriger les Imseblen (volontaires de la mort) venus de nombreux villages de la contrée du Djurdjura tels qu'Aït Itsouregh, Illilten, Aït Iraten, Illoulen u Malou.
En 1854, elle remporte sa première bataille face aux forces françaises à Tazrout (village d'Abi Youcef, près de Aïn El Hammam), connue sous le nom de bataille du Haut Sebaou. Elle dure deux mois, de juin à juillet 1854. Les troupes françaises sont vaincues et contraintes de se retirer. Les villages environnants sont toujours indépendants.
Les troupes françaises, estimées à 13 000 hommes dirigés par les généraux Mac Mahon et Maissiat, sont confrontées à une forte résistance. En 1857, les troupes du maréchal Randon réussissent à occuper Aït Iraten à la suite de la bataille d'Icheriden. Les combats sont féroces et les pertes françaises considérables. De leur côté, les autochtones comptent dans leurs rangs 8 000 combattants armés de poignards et de sabres.
Fatma forme un noyau de résistance dans le hameau Takhlijt Aït Aatsou, près de Tirourda. « Les prévisions stratégiques, fruits de fines analyses, de cette femme dotée d'une rare intelligence s'avéraient très souvent justes ».
Le 11 juillet 1857, Fatma est arrêtée par le général Youssouf et conduite au camp du maréchal Randon à Timesguida. Elle est emprisonnée dans la zaouia d'El-Aissaouia, à Tablat, placée ensuite en résidence surveillée sous la garde de si Tahar ben Mahieddine, où elle meurt en 1863, à l'âge de 33 ans, éprouvée par son incarcération et affectée par la mort de son frère en 1861, ou éprouvée par ses mauvaises conditions de détention. Les chefs Si Hadj Mohand Amar, Si Seddik Ben Arab, Si El-Djoudi et Sidi Tahar sont contraints de se rendre. De sa vie, « aucun homme n’aura eu véritablement de pouvoir sur son corps ou son esprit ».

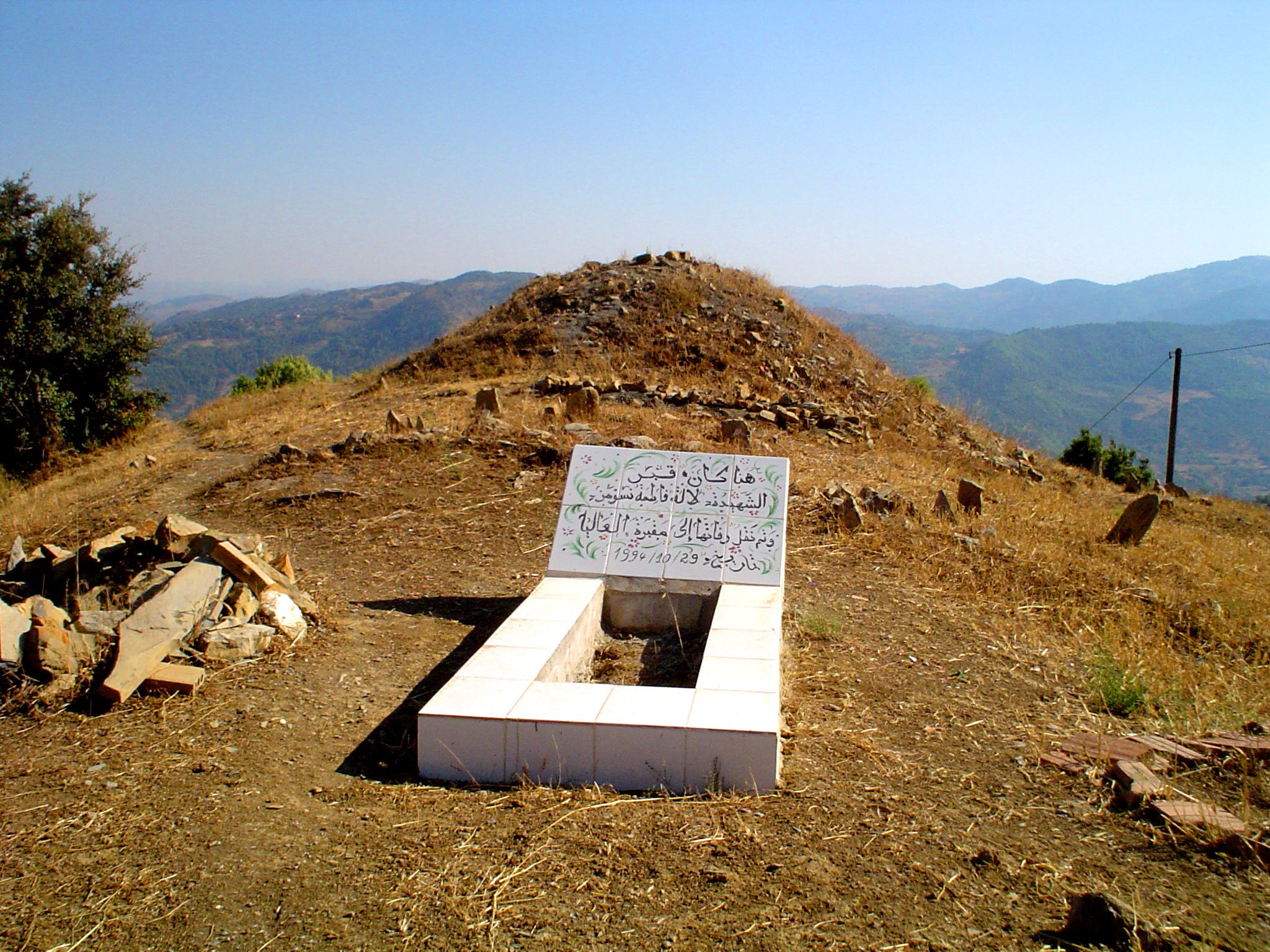
La tombe de Lalla Fatma N'Soumer.

Sa tombe demeure longtemps un lieu de pèlerinage pour les habitants de la région. Ses cendres sont transférées le 29 octobre 1994 du cimetière de Sidi Abdellah, à 100 mètres de la zaouia Boumâali à Tourtatine, vers le Carré des martyrs du cimetière d'El Alia, à Alger.

## Personnalité et caractère
Émile Carrey, écrivain, et Alphonse François Bertherand, médecin lors de la campagne de Kabylie en 1857, tous deux accompagnant les troupes françaises, la décrivent :

« Seule la prophétesse, formant disparate avec son peuple, est soignée jusqu'à l'élégance. Malgré son embonpoint exagéré, ses traits sont beaux et expressifs. Le kolh étendu sur ses sourcils et ses cils agrandit ses grands yeux noirs. Elle a du carmin sur les joues, du henné sur les ongles, des tatouages bleuâtres, épars comme des mouches sur son visage et ses bras ; ses cheveux noirs, soigneusement nattés, s'échappent d'un foulard éclatant, noué à la façon des femmes créoles des Antilles ; des voiles de gaze blanche entourent son col et le bas de son visage, remontant sous sa coiffure comme les voiles de la Rebecca d’Ivanhoé ; ses mains fines et blanches sont chargées de bagues. Elle porte des bracelets, des épingles, des bijoux plus qu'une idole antique. »

« Fatma est une espèce d'idole, d'une tête assez belle mais tatouée sur tout le corps et d'un embonpoint tellement prodigieux que quatre hommes ne pouvaient l'aider à marcher....tous les soldats criaient « Place à la reine de Pamar », et faisaient sur son compte milles bonnes ou mauvaises plaisanteries. Le lendemain on lui rendit la liberté mais du moment où elle est entre nos mains, toute résistance cessa. »

L'historien Georges Duby décrit Lalla Fatma N'Soumer comme « la grosse, et volumineuse beauté », la Velléda, prophétesse germanique.

## Entre mythe et réalité
Lalla Fatma N'Soumer est issue d'une famille puissante et respectée. Vivant recluse dans sa chambre, elle prie jour et nuit, officie les cérémonies et s'occupe des pauvres. Appartenant à la confrérie Rahmaniyya, elle est considérée comme prophétesse berbère, ou guide d'une Tarika soufie (mystique musulmane). La venue de troupes légionnaires françaises dans la région, et dominant en maitre, l'un des chefs des Beni Amer, Cherif Boubaghla, embrase la région[pas clair]. Lalla organise l’insurrection en collectant les denrées nécessaires aux insurgés. Petite et massive, elle croit en sa bonne étoile et en son pouvoir céleste. D'après les témoins lors de sa capture, « elle paraît hautaine et arrogante sur le pas de sa porte, et avec un regard presque menaçant, elle écarte les baïonnettes des zouaves français, pour se jeter dans les bras de son frère Mohamed Sidi-Taieb ». Son frère, marabout, couvert de cicatrices de guerre, est un guerrier brave, combatif et défenseur des libertés. Il s'engage dans la résistance contre la colonisation des troupes françaises et est consulté comme sage, d'une filiation vénérée et émancipée, appartenant à une famille de marabouts de la tribu des Illilten.
Son héroïsme lui a valu d'être comparée à Dihya.

## Hommages

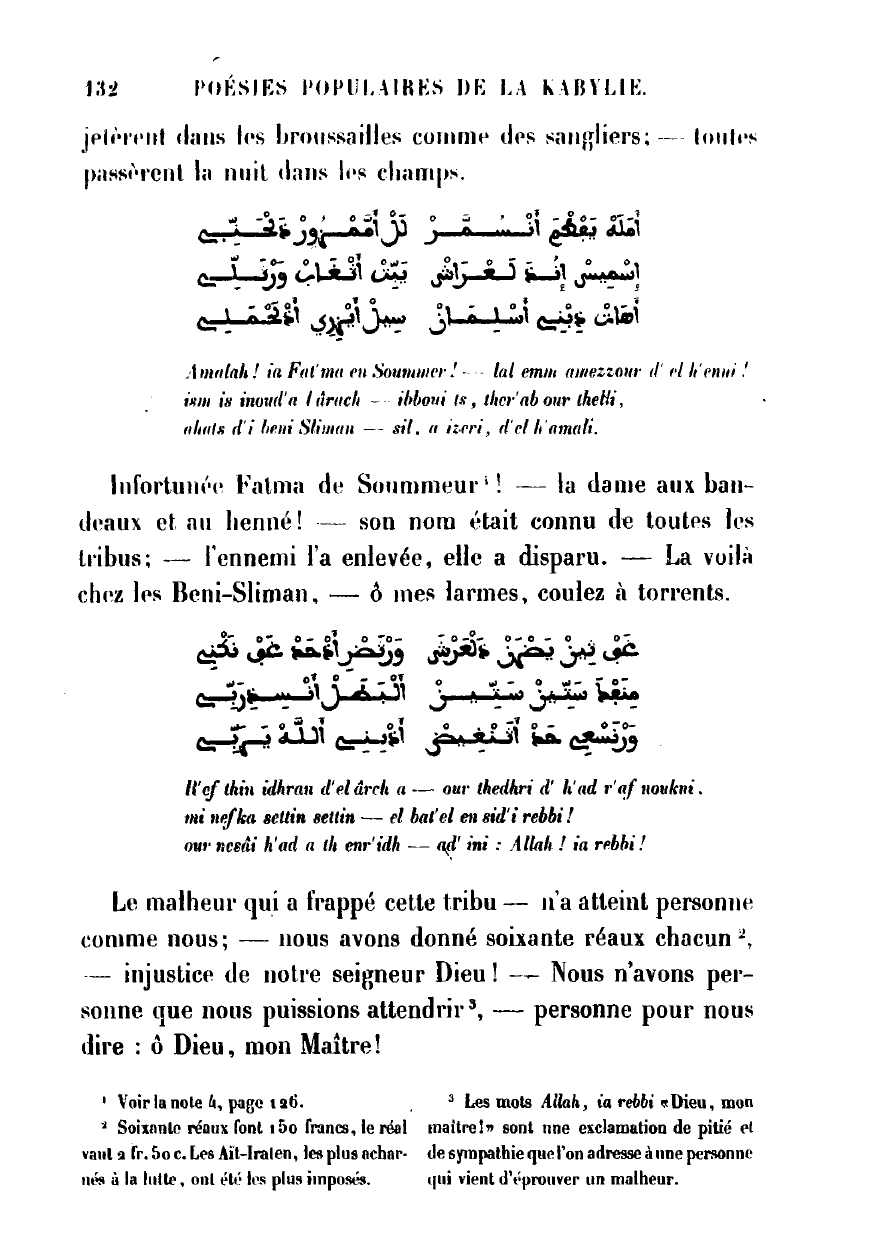
Poésie populaire de Kabylie honorant Lalla Fatma N'Soumer.

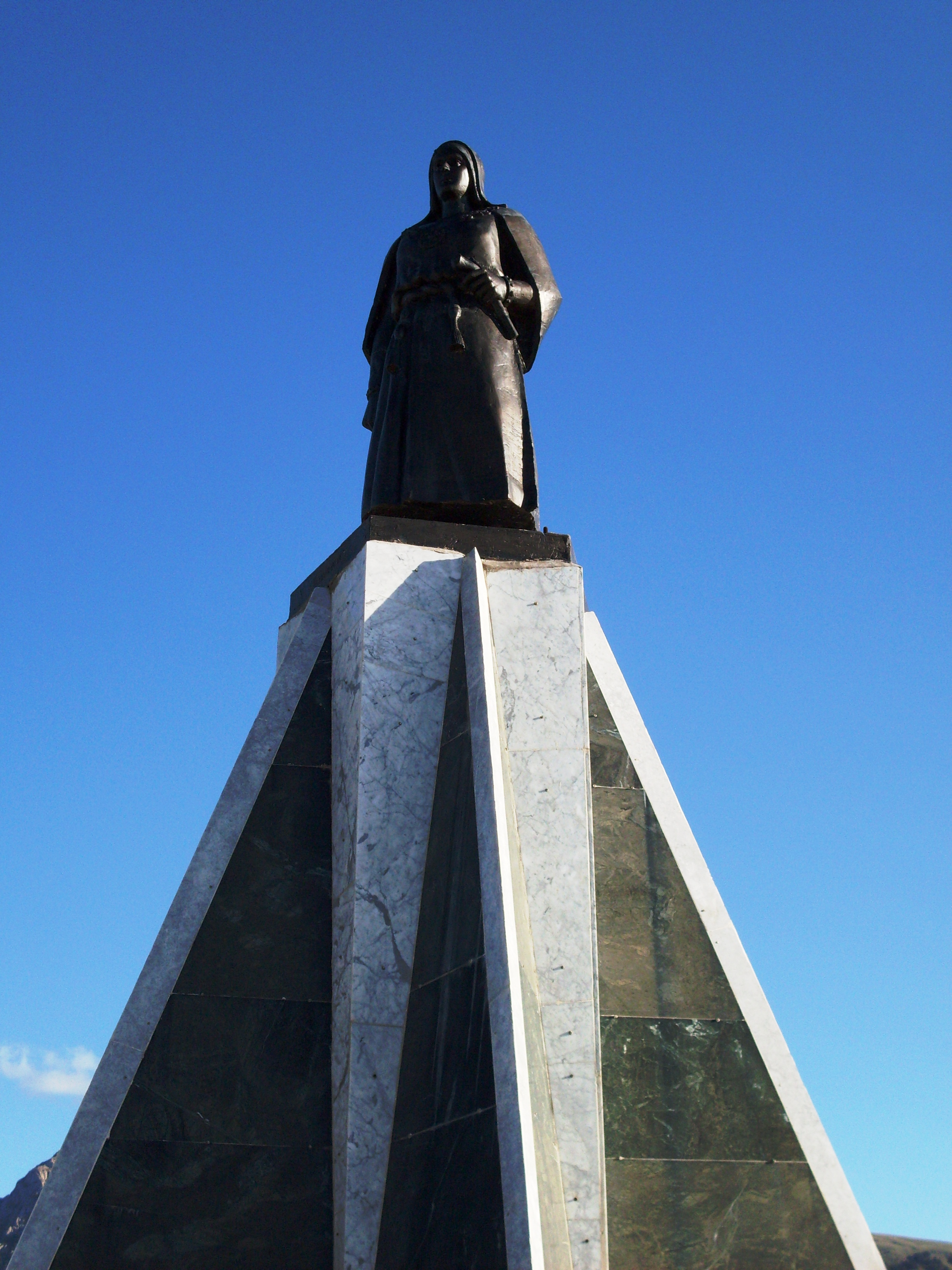
Statue de Lalla Fatma n'Soumer à Tizi Ouzou.

Des poésies populaires berbères lui sont consacrées.
Son nom sera scandé par des algériennes lors des manifestations contre la violence de la décennie noire,.
Une statue de Lalla Fatma N'Soumer a été réalisée par Bâaziz Hammache à Tizi-Ldjama At-Bu-Yusef. Des statues de Lalla Fatma N'Soumer sont exposées en Algérie.
Son nom a été donné à un méthanier de la marine marchande algérienne, d'une capacité de 145 000 m3, réceptionné en 2004 à Osaka au Japon,
La vie de Lalla Fatma N'Soumer a fait l'objet du film Fadhma N'Soumer de Belkacem Hadjadj, sorti en 2014.
Quelques écoles et rues portent son nom en Algérie. Le lycée mixte de Tablat porte désormais son nom.
En 2020, la commune d'Etterbeek (Belgique - région bruxelloise) l'honore symboliquement en apposant une plaque à son nom dans la rue Général Vangermée.